# Polystachya pobeguinii
Espèce
Synonymes
- Epiphora pobeguinii Finet[1]
- Epiphorella pobeguinii (Finet) Mytnik & Szlach.[1]

Polystachya pobeguinii est une espèce de plantes de la famille des Orchidées et du genre Polystachya, présente dans plusieurs pays d'Afrique tropicale.